# Франтішек Провазник
Франтішек Провазник (František Provazník, 7 лютого 1948) — чехословацький академічний веслувальник.
Бронзовий призер Олімпійських Ігор 1972 року в складі розпашної четвірки зі стерновим.
Бронзовий призер Чемпіонату Європи 1973 року в складі розпашної четвірки зі стерновим.